# Outeiro Maior
Outeiro Maior is een plaats (freguesia) in de Portugese gemeente Vila do Conde en telt 378 inwoners (2001).